# Condado de Fremont (Idaho)
El condado de Fremont (en inglés: Fremont County), fundado en 1893, es uno de los 44 condados del estado estadounidense de Idaho. En el año 2000 tenía una población de 11 819 habitantes con una densidad poblacional de 2.4 personas por km². La sede del condado es St. Anthony.

## Geografía
Según la Oficina del Censo, el condado tiene un área total de 4910 km² (1895,8 mi²), de la cual 4835 km² (1866,8 mi²) es tierra y 75 km² (29,0 mi²) (1.52%) es agua.

### Condados adyacentes
- Condado de Clark - oeste
- Condado de Jefferson - suroeste
- Condado de Madison - sur
- Condado de Teton - sur
- Condado de Teton - este
- Condado de Gallatin - norte
- Condado de Madison (Montana) - norte
- Condado de Beaverhead - noroeste

## Demografía
En el 2000 la renta per cápita promedia del condado era de $$33 424, y el ingreso promedio para una familia era de $36 715. En 2000 los hombres tenían un ingreso per cápita de $26 490 versus $19 670 para las mujeres. El ingreso per cápita para el condado era de $13 965. Alrededor del 14.20% de la población estaba bajo el umbral de pobreza nacional.

## Comunidades

### Ciudades
- Ashton
- Drummond
- Island Park
- Newdale
- Parker
- St. Anthony
- Teton
- Warm River

### Otras comunidades
- Big Springs
- Chester
- Lake
- Macks Inn
- Squirrel